# المعهد الوطني للمعايير والتقانة
المعهد الوطني للمعايير والتقنية (نيست) (بالإنجليزية: NIST)‏، المعروف بين عام 1901 وعام 1988 بالمكتب الوطني للمعايير، وهو مختبر معايير القياس وهي وكالة غير اعتيادية تتبع وزارة التجارة الأمريكية. ومهمة المعهد الرسمية هي:
امتلكت نيست ميزانية تشغيلية للعام المالي 2007 (1 أكتوبر 2006 ، 30 سبتمبر 2007) حوالي 843.3 مليون دولار.
ووصلت ميزانية نيست في عام 2009 حوالي 992 مليون دولار، لكنها تلقت أيضاً 610 مليون دولار كجزء من الإنعاش وإعادة الاستثمار الأمريكي.
نيست توظف نحو 2,900 من العلماء والمهندسين والفنيين، والموظفين الإداريين وموظفي الدعم، فضلاً عن حوالي 1,800 ملحق (باحثين ضيوف ومهندسين من الشركات الأميركية والدول الأجنبية) يكملوا الموظفين. وبالإضافة إلى ذلك، نيست شريكة مع 1,400 من متخصصين التصنيع والموظفين في ما يقرب من 350 مركزاً تابعاً في أنحاء البلاد.

## وصلات خارجية
- الموقع الرسمي